# Xiaomi Mi 1S
Xiaomi Mi 1S — Android-смартфон, выпущенный 16.08.2012.Является улучшенной версией смартфона Xiaomi Mi 1.

## характеристики
Некоторые характеристики:
- Дисплей: TFT-ЖК-экран 4,0 дюйма, разрешение 854 × 480 с соотношением сторон 16:9 и плотностью пикселей 245 ppi.
- Процессор: Qualcomm MSM8660 Snapdragon S3 (2×1,7 ГГц Scorpion) и графический процессор Adreno 220.
- Батарея: съёмный литий-ионный аккумулятор ёмкостью 1930 мАч.
- Камера: основная камера на 8 Мп, f/2.2 с автофокусом и возможностью записи видео с разрешением 1080p при 30 кадрах в секунду. Фронтальная камера на 2 Мп и возможность записывать видео в формате 720p при 30 кадрах в секунду.
- Хранение: смартфон продавался в конфигурации объёмом 1/4 ГБ.
- Программное обеспечение: MIUI V2, основанный на версии 2.3.6 Gingerbread, обновлён до MIUI V5 на базе Android 4.1.2 Jelly Bean.
- Размеры: 125,0 × 63,0 × 11,9 мм.
- Вес: 149 г.
- Xiaomi Mi 1S продавался в семи цветах: сером, белом, красном, синем, зелёном, фиолетовом и оранжевом.

## камера
в Xiaomi Mi 1s сзади установлена 8-мегапиксельная камера. Для селфи предусмотрена 2-мегапиксельная камера на передней панели.

## экран
Экран: у Xiaomi Mi 1S — TFT с диагональю 4 дюйма и разрешением 480 × 854 пикселей.
Экран сделан из стекла, а корпус — из пластика.

## прочее
другие названия:MI-ONE S 
Операционная система:
Android 4.0, Android 4.1
Дисплей оснащен TFT LCD экраном диагональю 4,0 дюйма с разрешением 854 × 480, соотношением сторон 16:9 и плотностью пикселей 245 ppi.
Сенсорный экран:
ёмкостный
Биометрия:
сенсорные кнопки
Другое:
FM-радио, G-Sensor, Датчик освещенности, Датчик приближения, Цифровой компас
Возможности подключения Xiaomi MI-1s включают Wi-Fi 802.11 b/g/n, GPS, Bluetooth v2.10 и 3G. Датчики на телефоне включают акселерометр, датчик приближения и компас/магнитометр.
Карты памяти:
microSD, microSDHC.  16.08.2012 вышел Mi 2  23.10.2012 вышел Mi 1s youth.

### Программное обеспечение
[править]
Mi 1S был выпущен на MIUI V2, который был основан на 2.3.6 Gingerbread. Он был обновлен до MIUI V5 на базе Android 4.1.2 Jelly Bean.

## примечания
Xiaomi Mi-1s Full Specifications - PhoneArena
Xiaomi Mi 1S - 4PDA
Xiaomi MI-1s - Price in India, Specifications (20th August 2025) | Gadgets 360
Сравнение Xiaomi Mi 1s и ZTE Warp Sequent - что лучше? devicesdb.ru
Список смартфонов Xiaomi#cite note-6